# Uzumakiella
Uzumakiella is een geslacht van weekdieren uit de klasse van de Gastropoda (slakken).

## Soorten
- Uzumakiella natalensis Kilburn, 1977
- Uzumakiella japonica Habe, 1958